# Thierry Marichal
Pour les articles homonymes, voir Marichal.
Thierry Marichal est un ancien coureur cycliste belge, né le 13 juin 1973 à Leuze-en-Hainaut. Il est actuellement directeur sportif de l'équipe Cofidis.

## Biographie
Il passe professionnel en 1996 et prend sa retraite sportive à la fin de l'année 2007. Il travaille depuis lors pour le département des sports de la Province de Hainaut et occupe depuis 2009 la fonction de directeur sportif de l'équipe continentale professionnelle Verandas Willems, devenue Wanty-Groupe Gobert en 2014.

## Palmarès

### Palmarès amateur
- 1994
  - Jalhay-Charneux
  - 2e du Grand Prix Ost Fenster
  - 3e du championnat du Hainaut du contre-la-montre
- 1995
  - 2e de Seraing-Aix-Seraing
  - 3e du Challenge de Hesbaye
  - 3e de Liège-Trognée
  - 3e du Tour de la Région wallonne

### Palmarès professionnel
- 1996
  - 3e de Paris-Mantes
  - 3e du Bol d'Air creusois
- 1997
  - Classement général du Tour de la Région wallonne
  - 2e de l'Ostbelgien Rundfahrt
- 1998
  - 2e du Tour de la Région wallonne
- 1999
  - Le Samyn
  - 1re étape du Tour de l'Oise
  - 3e du championnat de Belgique du contre-la-montre
- 2000
  - 5e étape du Tour de Bavière
  - 4e étape du Circuit franco-belge
  - 2e du Circuit franco-belge
- 2005
  - Duo normand (avec Sylvain Chavanel)

## Résultats sur les grands tours

### Tour de France
5 participations
- 1999 : 128e
- 2000 : 101e
- 2002 : 126e
- 2004 : 101e
- 2005 : 127e

### Tour d'Italie
4 participations
- 2002 : 97e
- 2003 : abandon (14e étape)
- 2005 : 125e
- 2006 : abandon (7e étape)

### Tour d'Espagne
2 participations
- 1998 : 86e
- 2006 : 45e